# XVIII Дичембре (станция метро)
«XVIII Диче́мбре» (итал. XVIII Dicembre) — станция Туринского метрополитена. Расположена на линии M1, между станциями «Принчипи д’Акая» (итал. Principi d'Acaja) и «Винцальо» (итал. Vinzaglio).
Открыта 4 февраля 2006 года в составе первого пускового участка метро «XVIII Дичембре» — «Ферми». На станции установлены платформенные раздвижные двери.